# Kleiputten (Kortrijk)
De Kleiputten is een natuurgebied aangelegd op gedempte kleiputten op 't Hoge in Kortrijk. Het gebied is eigendom van de stad en wordt beheerd door Natuurpunt. Ongeveer de helft bestaat uit natuurreservaat, de rest bestaat uit een park. Het reservaat is enkel onder begeleiding toegankelijk. Er is een natuureducatief Centrum "De Steenoven" aan het kruispunt van de Schaapsdreef met de St.-Denijseweg.
Het gebied werd vanaf 1923 gebruikt voor de ontginning van klei. De laatste steenbakkerij sloot in 1960. De stad kocht de gronden in 1989, om de jaren daarna bomen en struiken aan te planten.